# Caconda
Caconda ist eine Ortschaft und ein Landkreis in Angola.

## Geschichte
Caconda wurde 1857 Sitz eines eigenen Kreises und zur Kleinstadt (Vila) erhoben.
Der portugiesische Zoologe und Naturforscher José Alberto de Oliveira Anchieta (1832–1897) verbrachte einen Teil seiner Forschungsarbeit in Caconda, wo er zahlreiche Tierarten beschrieb, insbesondere Vögel, aber auch Amphibien, Reptilien und Säugetiere. Seine Sammlungen und Beschreibungen sandte er an den Zoologen José Vicente Barbosa du Bocage, der sie im Naturhistorischen Museum in Lissabon koordinierte und veröffentlichte.

## Kultur
Zu den Baudenkmälern Cacondas zählen die Reste der portugiesischen Festung Fortaleza de Caconda und die 1956 errichtete Kirche Igreja de Caconda.
Im Rahmen der staatlichen Förderprogramme zur ländlichen Entwicklung und Hungerbekämpfung gab der Bürgermeister Cacondas, Adão Sebastião César im April 2014 den Bau der städtischen Bibliothek bekannt, einem 20 Mio. Kwanzas (etwa 150.000 Euro) teuren Bau. Das Gebäude wird einen Büchersaal für 2000 Bücher und einen Computersaal bieten, neben dem Verwaltungsteil. Die Kulturministerin Rosa Cruz e Silva hatte bei ihrem Besuch in Caconda bereits die Lieferung von 1000 Büchern durch ihr Ministerium zugesichert.

## Verwaltung
Caconda ist Sitz eines gleichnamigen Kreises (Município) in der Provinz Huíla. Der Kreis hat eine Fläche von 4715 km² und etwa 220.000 Einwohner (Schätzung 2014). Die Volkszählung 2014 soll fortan für genaue Bevölkerungsdaten sorgen.
Der Kreis besteht aus vier Gemeinden (Comunas):
- Caconda
- Cusse
- Gungue
- Uaba

## Söhne und Töchter der Stadt
- Pedro Luís António (1921–2014), Bischof von Kuito-Bié